# To Vima
To Vima (in greco Το Βήμα?; lett. "La Tribuna") è, insieme a Ta Nea, un periodico greco appartenente al Gruppo Editoriale Lambrakis (Δημοσιογραφικός Όμιλος Λαμπράκη) diretto da Stavros Psycharis.
To Vima si rivolge ad un pubblico intellettuale di fascia alta. Sulle sue pagine scrivono editorialisti di rilievo come Stavros Psycharis, Yiannis Pretenteris, Alexis Papachelas, Vassilis Moulopoulos, Stelios Papathemelis, Marios Ploritis, Yiorgos Marinos, Dimitris Psychogios.

## Storia
Fu fondato nel 1922 da Dimitris Lambrakis e da lui diretto fino alla sua morte avvenuta nel 1957. Gli succedette il figlio Christos Lambrakis che impresse a To vima un orientamento di centro destra che ha poi mantenuto in seguito. 
A Christos Lambrakis succedette nel 2005 Stavros Psicharis.